# Hypsistozoa
Hypsistozoa is een geslacht uit de familie Holozoidae en de orde Aplousobranchia uit de klasse der zakpijpen (Ascidiacea).

## Soorten
- Hypsistozoa distomoides (Herdman, 1899)
- Hypsistozoa fasmeriana (Michaelsen, 1924)
- Hypsistozoa obscura Kott, 1969